# 吳當
吴当（1297年—1361年），字伯尚，抚州崇仁县（今江西崇仁县）人，元朝官员，吴澄之孙。
吴当幼年以颖悟笃实著称，长大精通经史百家之言。跟随祖父至京师，补国子生。吴澄去世后，四方从吴澄学者都跟随吴当卒业。至正五年（1345年）被荐为国子助教，参预编纂辽史、金史、宋史三史。书成，担任翰林修撰，后升任翰林直学士。元末民变爆发，任江西肃政廉访使，召募民兵，由浙入闽，与江西等处行中书省参政火你赤等镇压建昌、抚州等地反元起事军，夺回建昌、抚州。不久，被人诬告，削兵权，改任抚州路总管，不久又除名。至正十八年（1358年）为江西行省参知政事。命令未下，陈友谅已破江西，吴当穿道士服，杜门不出。陈友谅多次征聘不应，于是将他执送江州（今江西九江市），拘留一年。后隐居庐陵吉水之谷坪，至正二十一年（1361年）去世。著有《周礼纂言》、《学言诗稿》。